# 梯子乗り

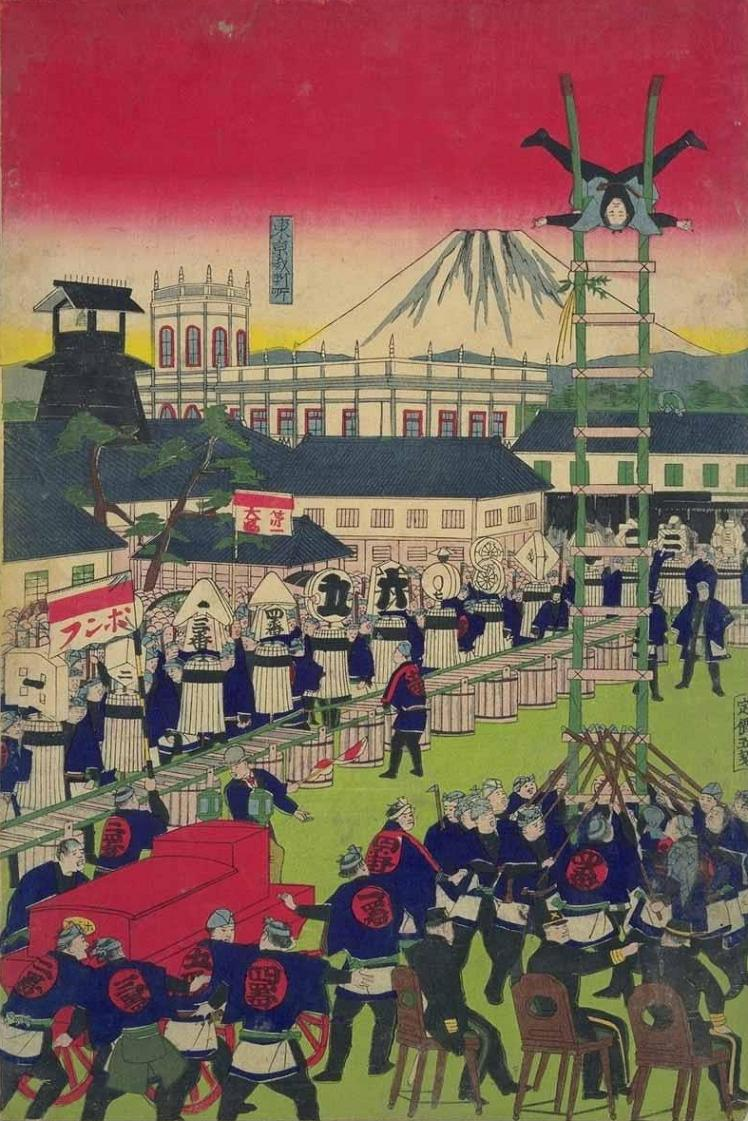
東京名所八代洲町警視庁火消出初梯子乗之図（部分）、歌川広重（3代目）、明治8年（1875年）の出初式を描いた錦絵。右側で梯子乗りをしている。

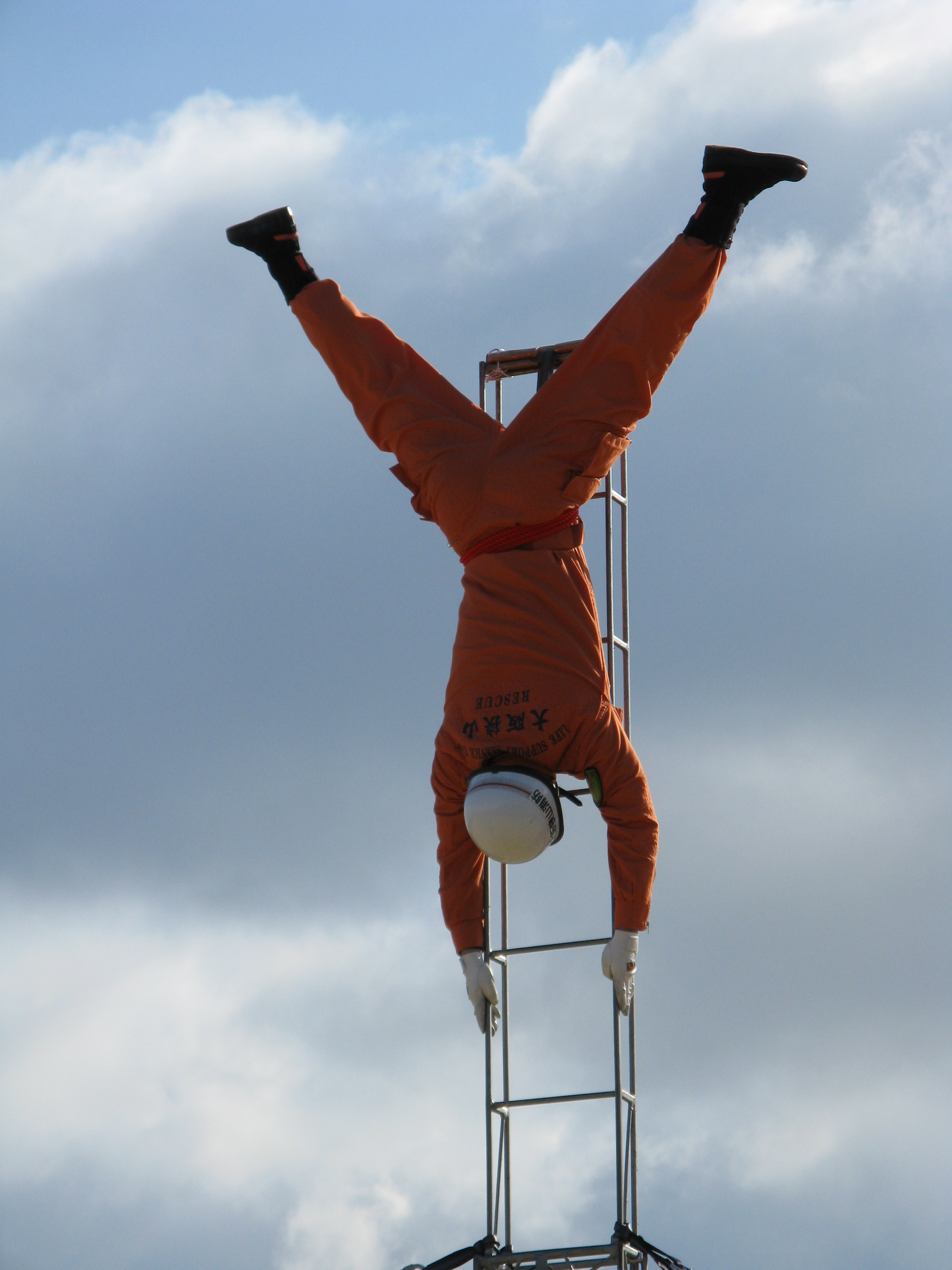
梯子乗りの披露（大阪狭山市、平成20年（2008年））

梯子乗り（はしごのり）は伝統芸能の一つで、真っ直ぐに立てた梯子の上で曲芸を行うこと。

## 概要
梯子乗りの起源は諸説ある。
- 消防出初式の発端になった万治2年（1659年）に行われた上野東照宮前の出初めから[1]。
- 延宝年間に行われていた見世物（はしごさし）という説[1]。
- 享保3年（1719年）に町火消が誕生した際、火災の方角を見るために長さすまたに身軽な若者が登ったもの[2]。

また、町火消の中心となったのは鳶職であり、仕事前の準備運動や訓練のために行っていたと言われる。
現在では、消防出初式で消防士や消防団員が披露する他、鳶職の組合が正月に披露することがある。
落下して重傷・重体になるケースも稀に見られる。

## 梯子乗りの形
頂上技、途中技、わっぱ、とあり頂上技なら遠見、八艘、邯鄲、背亀、鯱、等。(遠見、八艘には応用していくつか型がある。狐遠見、爪八艘等)返し技なら肝潰し、藤下がり、館返し、大返り。途中技なら腕溜め、吹流し、谷覗き、駒鯱、等。わっぱなら逆さ大の字等。二人乗りで子亀吊るし等がある。